# Brug 363
Brug 363 is een vaste brug in Amsterdam-Noord.
De brug verbindt de zuidelijke punt van de straat Zuideinde met de Oostzanerdijk en ligt over het riviertje Het Twiske.
Er ligt hier vermoedelijk al eeuwen een brug, die vanaf de Oostzanerdijk toegang gaf tot het gebied Oost-Zaander Overtoom (ten noorden van de dijk). De moderne geschiedenis begint rond 1924 wanneer de afdeling Dienst der Publieke Werken hier komt na de gedeeltelijke annexatie door gemeente Amsterdam.
Ze trof een brug aan met stenen balusters en metalen leuningen. In juli 1963 werd een aanbesteding uitgeschreven voor het vernieuwen van het onderbouw en brugdek. In de winter van 1963 op 1964 jaar werden de werkzaamheden verricht en kreeg de brug een nieuw uiterlijk, waarbij onder andere de leuningen werden vervangen door de standaardleuningen van Amsterdamse bruggen van die tijd, een 19e-eeuws uiterlijk. Omdat deze verbinding de enige ter plaatse was, moest er tijdens de bouw gebruik gemaakt worden van een noodbrug.
Amsterdam kent ook een Zuideindebrug; deze ligt in de Rijksweg 10 waar deze het Zuideinde kruist; ze ligt aan de noordelijkste punt van Zuideinde. 
<<< · 300 · 301 · 302 · 303 · 304 · 305 · 306 · 307 · 308 · 309 · 310 · 311 · 312 · 313 · 314 · 315 · 316 · 317 · 318 · 320 · 321 · 322 · 323 · 324 · 325 · 327 · 328 · 330 · 331 · 332 · 333 · 334 · 335 · 336 · 337 · 338 · 339 · 340 · 341 · 342 · 343 · 344 · 345 · 346 · 347 · 348 · 349 · 350 · 351 · 352 · 353 · 354 · 355 · 356 · 357 · 358 · 359 · 360 · 361 · 362 · 363 · 364 · 365 · 366 · 367 · 368 · 371 · 372 · 373 · 374 · 375 · 376 · 377 · 378 · 379 · 380 · 381 · 382 · 383 · 385 · 386 · 387 · 388 · 389 · 390 · 391 · 392 · 393 · 394 · 395 · 396 · 397 · 398 · 399 · >>>
Brugnummers 319, 326, 329 (tijdelijke duiker in de Ringspoordijk), 369, 370, 384 zijn niet (meer) vergeven.